# Wabienice
Wabienice (deutsch Wabnitz) ist ein Dorf in Niederschlesien. Der Ort liegt in der Gmina Bierutów im Powiat Oleśnicki in der polnischen Woiwodschaft Niederschlesien.

## Geographie

### Geographische Lage
Das Angerdorf Wabienice liegt sieben Kilometer nördlich des Gemeindesitzes Bierutów (Bernstadt an der Weide), 16 Kilometer östlich der Kreisstadt Oleśnica (Oels) und 52 Kilometer östlich der Woiwodschaftshauptstadt Breslau. Der Ort liegt in der Nizina Śląska (Schlesische Tiefebene) innerhalb der Równina Oleśnicka (Oelser Ebene). Das Dorf liegt am Bach Smolna. Östlich des Dorfes liegt die Grenze zur Woiwodschaft Opole.

### Nachbarorte
Nachbarorte von Wabienice sind im Nordwesten Stronia (Stronn), im Nordosten Lipka (Schönau), im Südosten Pszeniczna (Nauke) und im Südwesten Gorzesław (Korschlitz).

## Geschichte

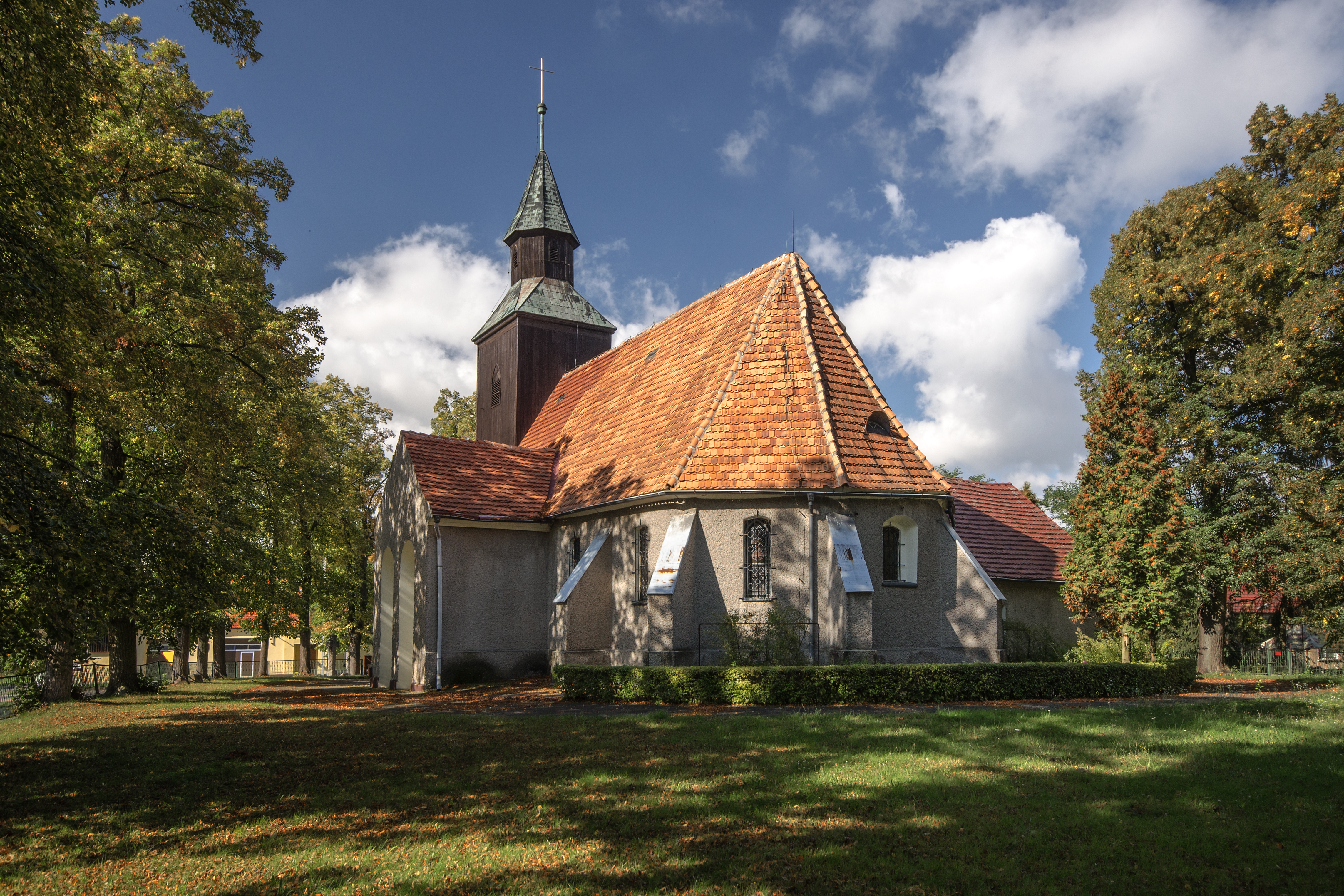
Mariä-Heimsuchung-Kirche

Der Ort wurde 1260 erstmals urkundlich erwähnt.
Nach dem Ersten Schlesischen Krieg 1742 fiel Wabnitz zusammen mit dem größten Teil Schlesiens an Preußen.
Nach der Neugliederung Preußens gehörte die Landgemeinde Wabnitz ab 1815 zur Provinz Schlesien und war ab 1816 dem Landkreis Oels eingegliedert. 1874 wurde der Amtsbezirk Wabnitz gegründet, welcher die Landgemeinden Nauke und Wabnitz und die Gutsbezirke Nauke, Neuvorwerk, und Wabnitz umfasste. 1885 zählte der Ort 693 Einwohner.
1933 zählte der Ort 634, 1939 wiederum 639 Einwohner. Bis 1945 befand sich der Ort im Landkreis Oels.
Im Frühjahr 1945 wurde das Schloss Wabnitz zerstört. Als Folge des Zweiten Weltkriegs fiel Wabnitz wie fast ganz Schlesien 1945 an Polen, wurde in Wabienice umbenannt und der Woiwodschaft Breslau angegliedert. Die deutsche Bevölkerung wurde, soweit sie nicht vorher geflohen war, weitgehend vertrieben. Die neu angesiedelten Bewohner waren zum Teil Heimatvertriebene aus Ostpolen. 1999 kam der Ort zum Powiat Oleśnicki in der Woiwodschaft Niederschlesien.

## Sehenswürdigkeiten
- Die römisch-katholische Mariä-Heimsuchung-Kirche (poln. Kościół Nawiedzenia NMP) wurde im 15. Jahrhundert errichtet und diente bis 1945 als evangelisches Gotteshaus. Das Kirchengebäude steht seit 1966 unter Denkmalschutz.[1]
- Schlosspark
- Denkmal für die Gefallenen des Ersten Weltkriegs
- Ehemaliger evangelischer Friedhof
- Marienkapelle

## Vereine
- Freiwillige Feuerwehr OSP Wabienice

## Söhne und Töchter des Ortes
- Johann Christoph Männling (1658–1723), deutscher Dichter und Schriftsteller
- Mortimer von Buddenbrock-Hettersdorff (1844–1914), preußischer Generalleutnant
- Ondolf Rojahn (* 1944), deutscher Jurist und war Richter am Bundesverwaltungsgericht